# Veyretia simplex
Veyretia simplex är en orkidéart som först beskrevs av August Heinrich Rudolf Grisebach, och fick sitt nu gällande namn av Dariusz Lucjan Szlachetko. Veyretia simplex ingår i släktet Veyretia och familjen orkidéer. Inga underarter finns listade i Catalogue of Life.